# Galaxie Mléčná dráha
Mléčná dráha (také Galaxie) je galaxie, ve které se nachází Slunce se Sluneční soustavou. Termín „Mléčná dráha“ je překlad latinského via lactea, z řeckého γαλαξίας κύκλος (galaxías kýklos, „mléčný kruh“) a popisuje její vzhled ze Země: na noční obloze je viditelná jako mlhavý světlý pás, který je tvořen hvězdami pouhým okem nerozlišitelnými. Galileo Galilei byl v roce 1610 prvním člověkem, který v tomto pásu pomocí svého dalekohledu rozlišil jednotlivé hvězdy. Ze Země se Mléčná dráha jeví jako pás, protože se Země nachází uvnitř jejího galaktického disku. Až do počátku 20. let 20. století se většina astronomů domnívala, že Mléčná dráha obsahuje všechny hvězdy ve vesmíru. Po Velké debatě mezi astronomy Harlowem Shapleyem a Heberem Curtisem v roce 1920 se díky pozorování Edwina Hubblea podařilo dokázat, že Mléčná dráha je jen jednou z mnoha galaxií.
Mléčná dráha je spirální galaxie s příčkou, která má průměr mezi 150 až 200 tisíci světelnými lety. Odhaduje se, že obsahuje 100 až 400 miliard hvězd a více než 100 miliard planet. Sluneční soustava se nachází ve vzdálenosti necelých 26 tisíc světelných let od galaktického jádra Mléčné dráhy, na vnitřním okraji ramene Orionu, jednoho ze spirálních ramen Galaxie. Hvězdy v nejvnitřnější části Galaxie o průměru 10 tisíc světelných let tvoří středovou galaktickou výduť a jednu či více příček vycházejících z výdutě. V galaktickém jádru se nachází intenzivní zdroj rádiového záření, který je znám jako Sagittarius A*. Předpokládá se, že jde o supermasivní černou díru o hmotnosti 4,100 (±0,034) milionu hmotnosti Slunce.
Hvězdy a plyn obíhají okolo centra Galaxie rychlostí přibližně 220 kilometrů za sekundu. Konstantní rychlost rotace je v rozporu s Keplerovými zákony, což naznačuje, že velká část hmotnosti (asi 90 procent) Mléčné dráhy je dalekohledy neviditelná, neboť nevysílá ani nepohlcuje elektromagnetické záření. Tato domnělá skrytá hmota se nazývá „temnou hmotou“. Slunce oběhne kolem jádra galaxie za 240 milionů let. Mléčná dráha jako celek se pohybuje rychlostí přibližně 600 km za sekundu vzhledem k referenčním bodům mimo Galaxii. Nejstarší hvězdy v Mléčné dráze jsou téměř stejně staré jako vesmír samotný, pravděpodobně se vytvořily krátce po temném období Velkého třesku.
Mléčná dráha má několik satelitních galaxií a je součástí Místní skupiny galaxií, která patří do kupy galaxií v Panně, jež je součástí nadkupy galaxií Laniakea.

## Vzhled
Všechny hvězdy viditelné pouhým okem po celé noční obloze patří do Mléčné dráhy, termín „Mléčná dráha“ je omezen na tento pás světla. Světlo pochází z nahromadění nerozlišených hvězd a z hmoty nacházející se ve směru roviny Galaxie. Tmavé oblasti uvnitř pásu, jako je Velká trhlina a Uhelný pytel, jsou oblasti, kde mezihvězdný prach blokuje světlo od vzdálených hvězd. Oblast oblohy, kterou Mléčná dráha zakrývá, se nazývá opomíjené pásmo.
Mléčná dráha má relativně nízký jas povrchu. Její viditelnost může být značně snížena světlem v pozadí, jako je světelné znečištění či svit Měsíce. Aby byla Mléčná dráha viditelná, musí být obloha tmavší než asi 20,2 magnitudy na čtvereční úhlovou vteřinu. Měla by být viditelná, pokud je mezní hvězdná velikost přibližně +5,1 nebo větší a velké množství detailů lze rozeznat při mezní hvězdné velikosti +6,1. Mléčná dráha je proto špatně viditelná z jasně osvětlených městských nebo příměstských oblastí, ale velmi výrazná při pohledu z venkovských oblastí, když je Měsíc pod obzorem. Mapy umělého jasu noční oblohy ukazují, že více než třetina pozemské populace nemůže vidět Mléčnou dráhu ze svých domovů kvůli světelnému znečištění.
Ze Země viditelná oblast galaktické roviny Mléčné dráhy zabírá oblast oblohy, která zahrnuje 30 souhvězdí. Jádro Galaxie se nachází směrem k souhvězdí Střelce, kde je Mléčná dráha nejjasnější. Od souhvězdí Střelce směřuje Mléčná dráha západně k souhvězdí Štíra a dále skrz souhvězdí Oltáře, Pravítka, Jižního trojúhelníku, Kružítka, Kentaura, Mouchy, Jižního kříže, Lodního kýlu, Plachet, Lodní zádě, Velkého psa, Jednorožce, Orionu, Blíženců, Býka, Vozky, Persea, Andromedy, Kasiopeji, Cefea, Ještěrky, Labutě, Lištičky, Šípu, Orla, Hadonoše a Štítu nazpět k souhvězdí Střelce. Skutečnost, že Galaxie rozděluje nebeskou sféru na dvě přibližně stejné polokoule, naznačuje, že Sluneční soustava leží v blízkosti galaktické roviny.
Galaktická rovina je nakloněna asi o 60 stupňů k ekliptice (rovině oběžné dráhy Země). Ve vztahu k nebeskému rovníku sahá na sever až po souhvězdí Kasiopeji a na jih do souhvězdí Jižního Kříže, což ukazuje na vysoký sklon rovníku Země a roviny ekliptiky vzhledem k rovině Galaxie. Severní galaktický pól se nachází na souřadnicích 12h 51.4m (rektascenze), +27,4° (deklinace) poblíž hvězdy 31 Comae Berenices v souhvězdí Vlasy Bereniky a jižní galaktický pól je blízko hvězdokupy NGC 288 v souhvězdí Sochaře (ekvinokcium J2000.0). V důsledku vysokého sklonu se může oblouk Mléčné dráhy v závislosti na denní a roční době na obloze jevit relativně nízko či relativně vysoko. Pro pozorovatele ze zeměpisných šířek přibližně 65 stupňů severně až 65 stupňů jižně Mléčná dráha prochází přímo nadhlavníkem dvakrát denně.

## Velikost a hmotnost

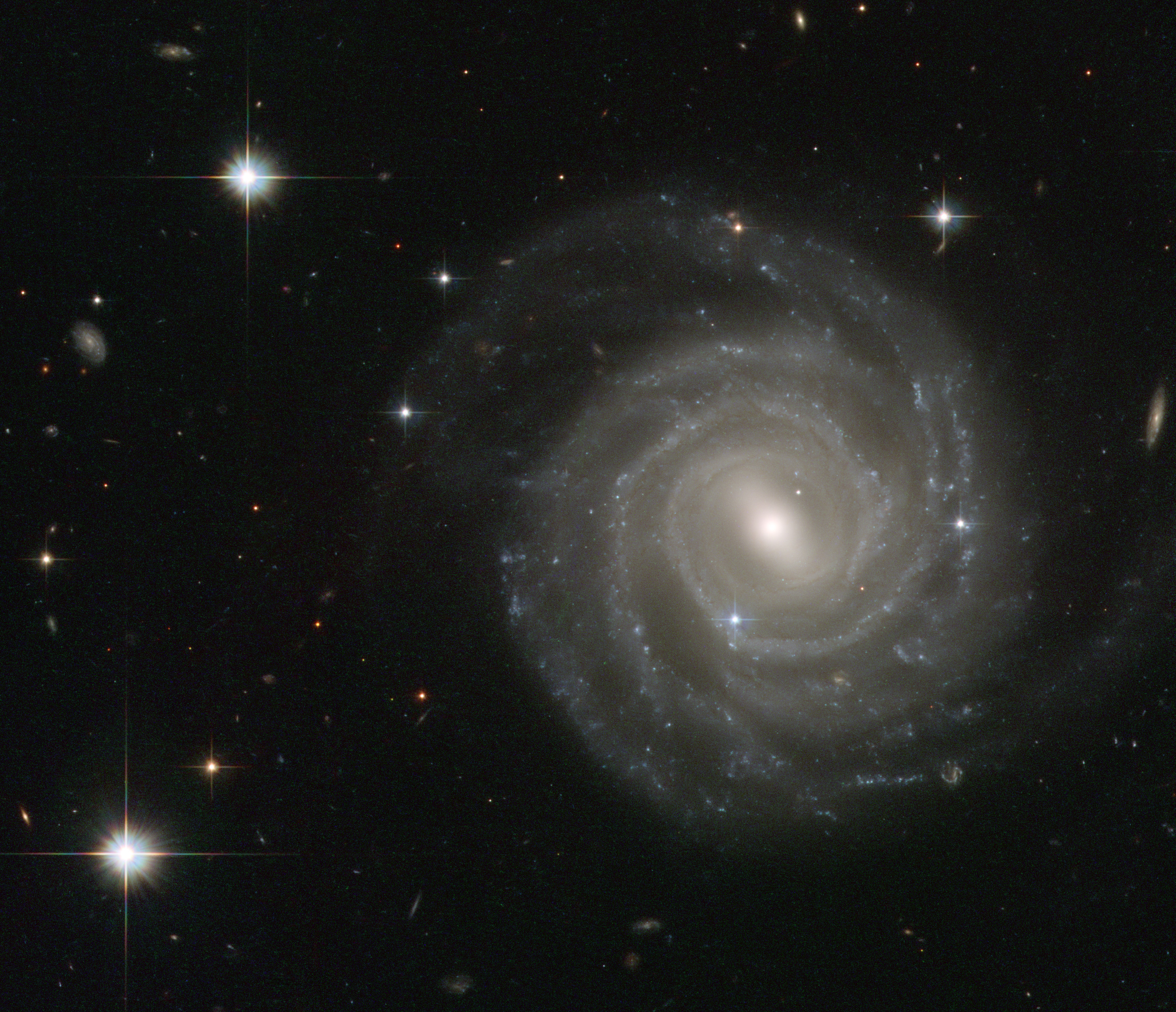
Snímek galaxie UGC 12158, o které se předpokládá, že se podobá Mléčné dráze, z Hubbleova vesmírného teleskopu

Mléčná dráha je druhou největší galaxií v Místní skupině galaxií, hvězdný disk Mléčné dráhy má průměr přibližně 100 tisíc světelných let (30 kpc) a disk má tloušťku přibližně 1 tisíc světelných let (0,3 kpc). Hmotnost Mléčné dráhy je přibližně 890 miliardkrát větší než hmotnost Slunce. Pro srovnání poměrné velikosti Mléčné dráhy, pokud by Sluneční soustava až po oběžnou dráhu Neptunu měla velikost desetikoruny (24,5 mm), měla by Mléčná dráha přibližně velikost Spojených států. Nad a pod relativně plochou galaktickou rovinou se nachází halo Galaxie, které zvyšuje průměr Mléčné dráhy do vzdálenosti 150 až 180 tisíc světelných let (46–55 kpc) a které mohou být součástí samotné Mléčné dráhy.
Odhady hmotnosti Mléčné dráhy se liší v závislosti na použitých metodách a datech. Dolní mez odhadovaného rozsahu je 5,8 × 1011 slunečních hmotností (M☉), poněkud méně než u galaxie v Andromedě. Měření uskutečněná pomocí Very Long Baseline Array v roce 2009 zjistila pro hvězdy na vnějším okraji Mléčné dráhy oběžné rychlosti až 254 km/s. Protože oběžná rychlost závisí na celkové hmotnosti uvnitř oběžné dráhy, naznačuje to, že Mléčná dráha je hmotnější a její hmotnost až do vzdálenosti 160 světelných let (49 kpc) od středu se zhruba rovná hmotnosti galaxie v Andromedě – přibližně 7×1011 M☉ . V roce 2010 další měření radiální rychlosti hvězd v halu Galaxie ukázalo, že hmotnost do vzdálenosti 80 kiloparseků je 7×1011 M☉. Podle studie zveřejněné v roce 2014 se hmotnost celé Mléčné dráhy odhaduje na 8,5×1011 M☉, což je nicméně pouze polovina hmotnosti galaxie v Andromedě. Dle studie z roku 2019 je hmotnost Mléčné dráhy 1,29×1012 M☉. Dle studie z roku 2023 je hmotnost 2,06×1011 M☉.
Podle nejnovějších vědeckých poznatku se jeví, že velká část hmoty Mléčné dráhy je temná hmota, neznámá a neviditelná forma hmoty, která gravitačně interaguje s běžnou hmotou. Předpokládá se, že halo temné hmoty se šíří relativně rovnoměrně do vzdálenosti více než sto kiloparseků (kpc) od jádra Galaxie. Matematické modely Mléčné dráhy naznačují, že hmotnost temné hmoty je 1–1,5×1012 M☉. Nedávné studie naznačují, že hmotnost Mléčné dráhy může být od pouhých 8×1011 M☉ až po 4,5×1012 M☉. Celková hmotnost všech hvězd v Mléčné dráze se odhaduje na 4,6 × 1010 M☉ až 6,43×1010 M☉. Kromě hvězd existuje také mezihvězdný plyn obsahující 90 procent vodíku a 10 procent helia. Dvě třetiny tohoto vodíku jsou v atomové formě, zbývající třetina v molekulární formě. Hmotnost mezihvězdného plynu Mléčné dráhy se rovná 10 % až 15 % z celkové hmotnosti hvězd. Mezihvězdný prach představuje další 1 procento z celkové hmotnosti plynu.
V březnu 2019 astronomové uvedli, že hmotnost galaxie Mléčná dráha je 1,5 bilionu Sluncí v okruhu asi 129 tisíc světelných let, což je více než dvojnásobek toho, co uváděly dřívější studie, takže asi 90 procent hmotnosti galaxie by představovala temná hmota.

## Obsah

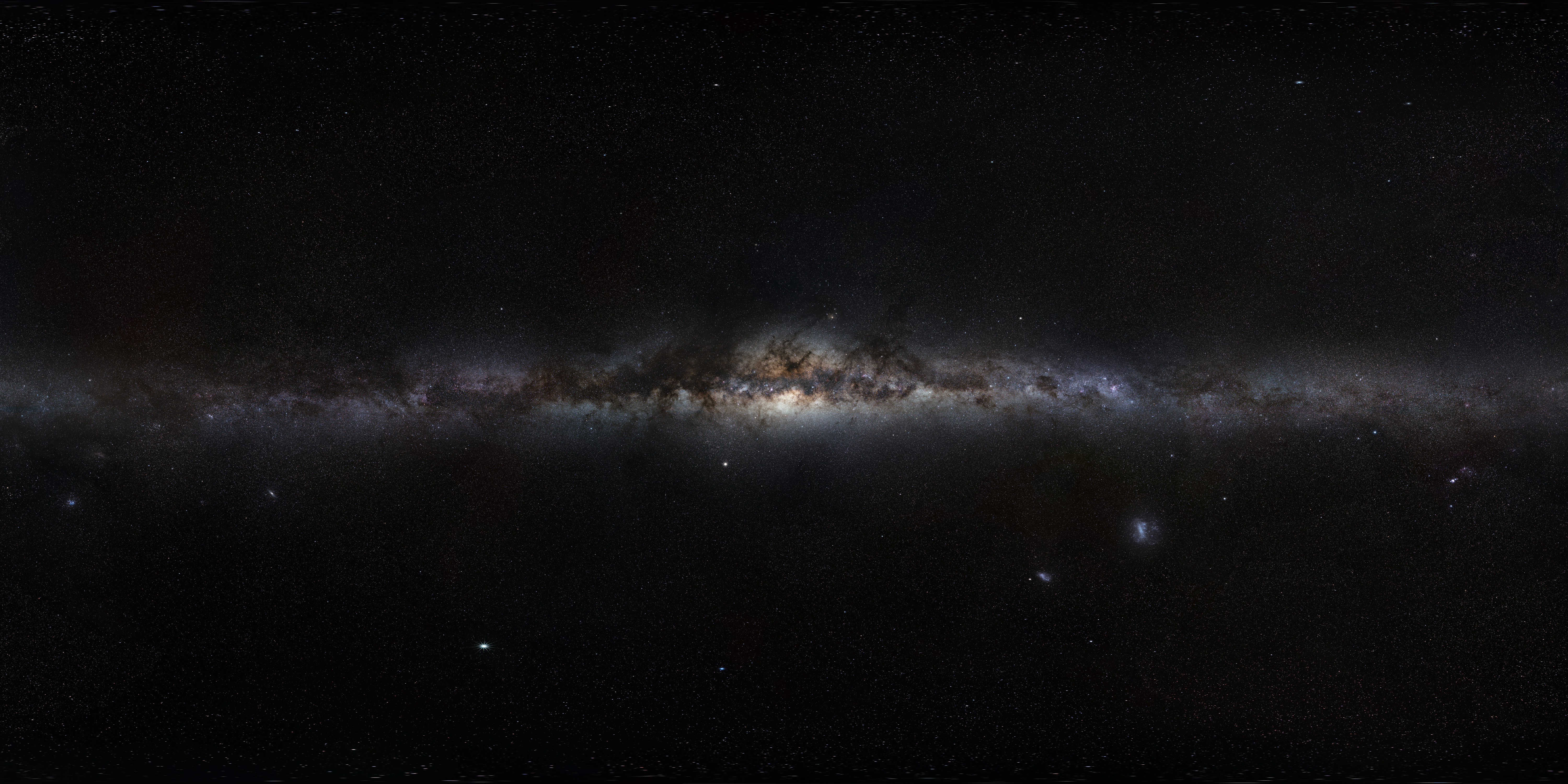
360° panoramatický pohled na Mléčnou dráhu (mozaika sestavená z fotografií od ESO), galaktické jádro se nachází uprostřed a galaktický sever nahoře

Mléčná dráha obsahuje mezi 100 a 400 miliardami hvězd a nejméně 100 miliard planet. Přesná hodnota bude záviset na počtu hvězd s velmi nízkou hmotností, které je obtížné detekovat, zejména ve vzdálenosti více než 300 světelných let (90 pc) od Slunce. Pro srovnání, v sousední galaxii v Andromedě se nachází přibližně bilion (1012) hvězd. V Mléčné dráze je pravděpodobně asi deset miliard bílých trpaslíků, miliarda neutronových hvězd a sto milionů hvězdných černých děr. V prostoru mezi hvězdami v disku Galaxie je plyn a prach, který se nazývá mezihvězdné médium. Disk má alespoň srovnatelný rozsah v poměru ke hvězdám, kdežto tloušťka vrstvy plynu se pohybuje od stovek světelných let pro chladnější plyn po tisíce světelných let pro teplejší plyn.
Disk hvězd v Mléčné dráze nemá ostrou hranici, za níž by už nebyly žádné hvězdy. Spíše se koncentrace hvězd snižuje se vzdáleností od středu Mléčné dráhy. Z neznámých důvodů ubývá počet hvězd na kubický parsek nad poloměrem zhruba 40 tisíc světelných let (13 kpc) od středu s poloměrem mnohem rychleji. Galaktický disk obklopuje sférické halo Galaxie a kulové hvězdokupy, které se nacházejí ve velké vzdálenosti od středu Galaxie, ale jejich vzdálenost je omezena oběžnými dráhami dvou satelitních galaxií, Velkého a Malého Magellanova oblaku, vzdálených nejméně 180 tisíc světelných let (55 kpc) od jádra Galaxie. V této a větší vzdálenosti by Magellanova oblaka narušovala oběžné dráhy většiny objektů v halu Galaxie. Za touto vzdáleností by byly hvězdy a kulové hvězdokupy pravděpodobně vytrženy ze sousedství Mléčné dráhy. Její souhrnná absolutní vizuální velikost se odhaduje na přibližně −20,9.
Pozorování gravitačním mikročočkováním a pozorování přechodů planet ukazují, že může existovat přinejmenším tolik planet, vázaných na hvězdy, jako je hvězd v Mléčné dráze, a další měření mikročočkováním ukazují, že toulavých planet, které nejsou vázány na hostitelské hvězdy, je víc, než je v Galaxii hvězd. Mléčná dráha obsahuje nejméně jednu planetu na každou hvězdu, čili 100–400 miliard planet, podle studie z ledna 2013 o systému Kepler 32 s pěti planetami sondou Kepler. Odlišná analýza Keplerových dat z ledna 2013 odhadla, že v Mléčné dráze je nejméně 17 miliard exoplanet o přibližné velikosti Země. Dne 4. listopadu 2013 astronomové na základě údajů z kosmické sondy Kepler uvedli, že v obyvatelných zónách hvězd podobných Slunci a červených trpaslíků v Mléčné dráze může být až 40 miliard planet pozemského typu. 11 miliard těchto planet může obíhat kolem hvězd podobných Slunci. V roce 2016 byla objevena nejbližší exoplaneta vzdálená 4,2 světelných let obíhající okolo červeného trpaslíka Proxima Centauri. Planety typu Země mohou být početnější než plynní obři. Kromě exoplanet byly objeveny také „exokomety“, komety mimo Sluneční soustavu, které jsou v Mléčné dráze běžné.

## Struktura Galaxie
Mléčná dráha se skládá z jádrové oblasti ve tvaru příčky obklopené spirálovitým diskem plynu, prachu a hvězd. Rozložení hmoty uvnitř Mléčné dráhy se velmi podobá galaxiím typu Sbc v Hubbleově klasifikaci galaxií, což jsou spirální galaxie s relativně volně navinutými rameny. Od 60. let 20. století se astronomové začali domnívat, že Mléčná dráha je spirální galaxie s příčkou, ne obyčejná spirální galaxie. Jejich podezření byla potvrzena pozorováním Spitzerova vesmírného dalekohledu v roce 2005, které potvrdilo, že centrální příčka Mléčné dráhy je větší, než se dříve soudilo.

### Kvadranty galaxie
Galaktický kvadrant neboli kvadrant Mléčné dráhy se vztahuje na jeden ze čtyř kruhových sektorů v dělení Mléčné dráhy. V astronomické praxi je vymezení galaktických kvadrantů založeno na galaktickém souřadnicovém systému, který užívá Slunce jako střed souřadnic.
Kvadranty se popisují řadovými číslovkami – například „1. galaktický kvadrant“, „druhý galaktický kvadrant“, nebo „třetí kvadrant Mléčné dráhy“. Při pohledu od severního galaktického pólu s 0 stupni (°) jako paprskem, který má střed ve Slunci a protíná jádro galaxie, jsou kvadranty následující:
1. galaktický kvadrant – 0° ≤ délka (ℓ) ≤ 90°
2. galaktický kvadrant – 90° ≤ ℓ ≤ 180°
3. galaktický kvadrant – 180° ≤ ℓ ≤ 270°
4. galaktický kvadrant – 270° ≤ ℓ ≤ 360° (0°)

### Jádro Galaxie

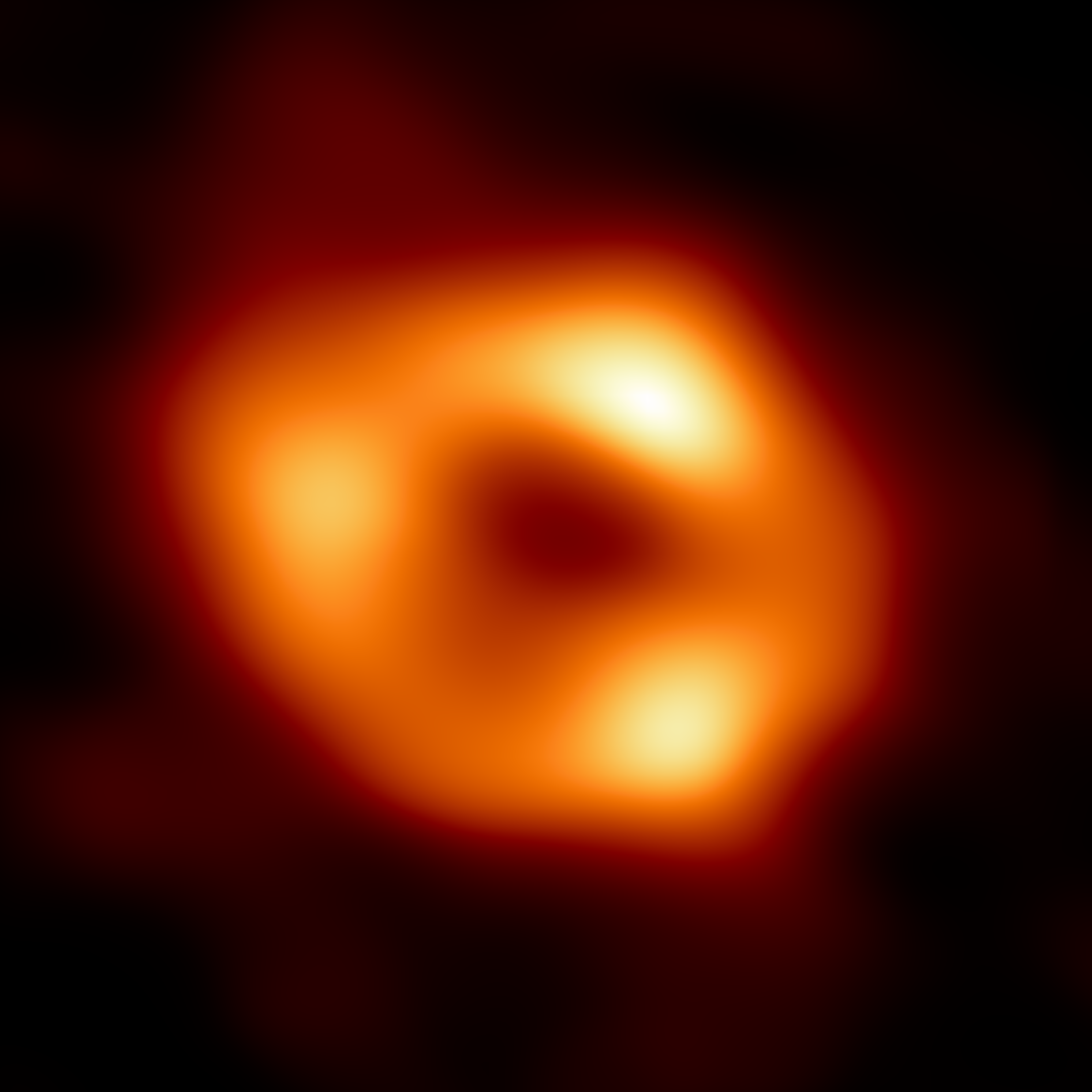
Snímek supermasivní černé díry Sagittarius A* v jádru naší Galaxie pořízený projektem Event Horizon Telescope

Slunce je od jádra Galaxie vzdáleno 25 až 28 tisíc světelných let (7,7–8,6 kpc). Hodnota se odhaduje pomocí geometrických metod nebo měřením vzdálenosti vybraných astronomických objektů, které slouží jako standardní svíčky, přičemž různé techniky poskytují různé hodnoty přibližně v tomto rozmezí.  V oblasti o poloměru několika kpc (asi 10 tisíc světelných let) od jádra Galaxie je hustá koncentrace starých hvězd ve zhruba sférické výduti (angl. bulge) Galaxie. Byla vyslovena domněnka, že Mléčné dráze chybí výduť, vzniklá srážkami a splynutím s dřívějšími galaxiemi, a místo toho ní má jen pseudovýduť, kterou tvoří příčka. Literatura je plná záměn mezi strukturou ve tvaru arašídové skořápky, vzniklou z nestability v příčce, a možnou výdutí s očekávaným poloměrem 0,5 kpc.
Za střed Mléčné dráhy je pokládán intenzivní rádiový zdroj Sagittarius A* (vyslov „Sagittarius A-hvězdička“). Pohyb hmoty kolem centra ukazuje, že Sagittarius A* obsahuje masivní kompaktní objekt. Taková koncentrace hmoty se nejsnáze vysvětlí jako supermasivní černá díra (SMBH) s odhadovanou hmotností 4,1 až 4,5 milionů hmotností Slunce. Rychlost hromadění hmoty v supermasivní černé díře odpovídá neaktivnímu galaktickému jádru a odhaduje se na přibližně 1×10−5 M☉ za rok. Z pozorování vyplývá, že supermasivní černé díry se nacházejí ve středu většiny normálních galaxií.

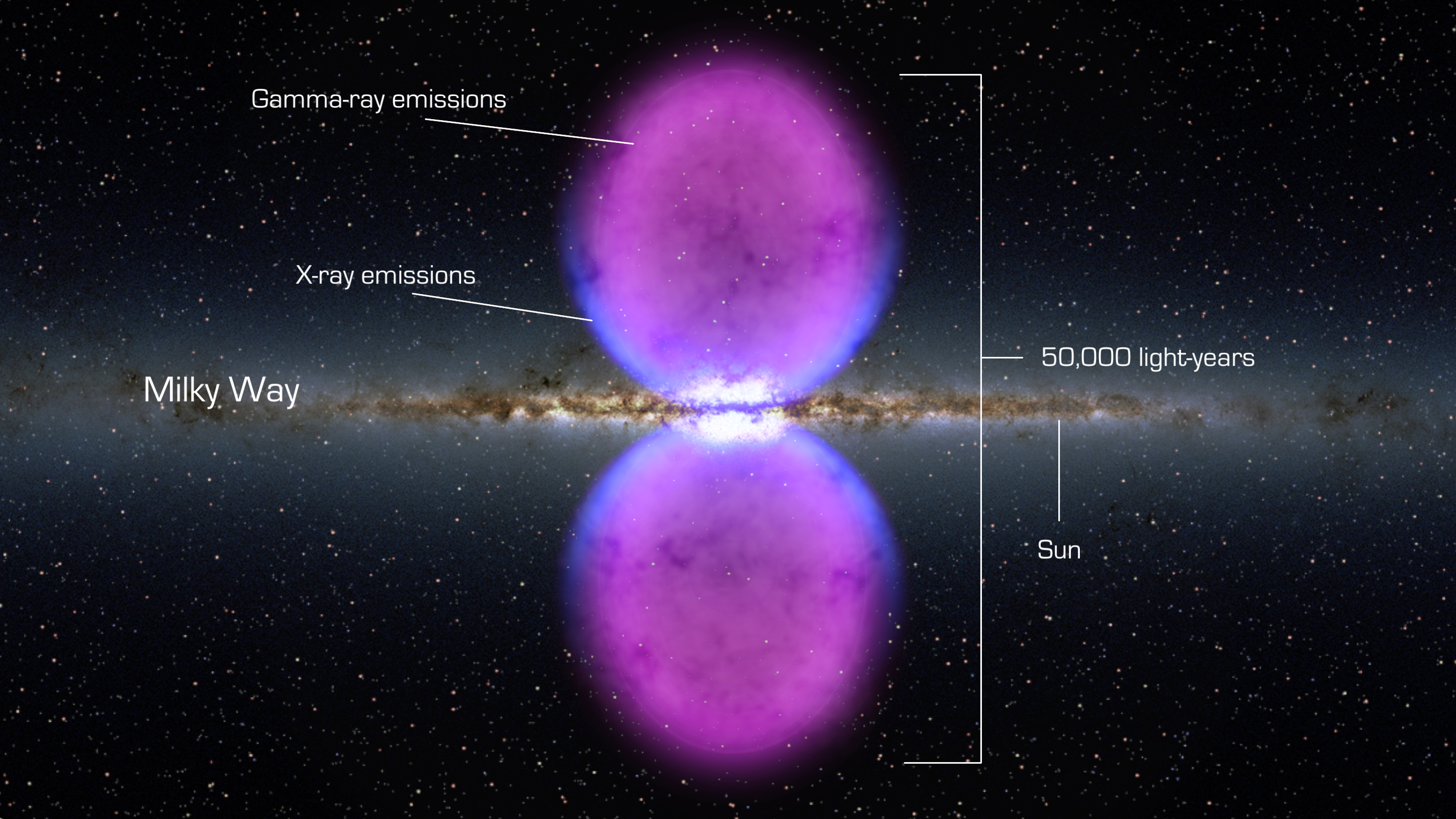
Ilustrace dvou gigantických Fermiho bublin (fialové) při pohledu ze středu Mléčné dráhy

O povaze příčky Mléčné dráhy se aktivně diskutuje, přičemž se odhaduje její poloměr na 1 až 5 kpc (3 až 16 tisíc světelných let) a sklon na 10 až 50 stupňů k linii pohledu ze Země k jádru Galaxie. Někteří autoři tvrdí, že Mléčná dráha obsahuje dvě odlišné příčky, jednu zasazenou do druhé. Proměnné hvězdy typu RR Lyrae však nesledují galaktickou příčku. Příčka může být obklopena prstencem nazývaným „Prstenec 5-kpc“, který obsahuje velkou část molekulárního vodíku přítomného v Mléčné dráze, stejně jako většinu její aktivity ve tvorbě hvězd. Při pohledu z galaxie v Andromedě by byl nejjasnějším objektem Mléčné dráhy. Rentgenové záření z jádra se kryje s masivními hvězdami obklopujícími centrální příčku a rentgenovým hřebenem Galaxie.
V roce 2010 byly pomocí dat z Fermi Gamma-ray Cosmic Telescope na sever a na jih od galaktického jádra detekovány dvě gigantické protilehlé sférické struktury energetického plazmatu produkující vysokou úroveň emisí gama a rádiového záření. Tyto struktury byly nazvány Fermiho bubliny. Průměr každé z bublin je asi 25 tisíc světelných let (7,7 kpc) a na noční obloze sahají až po souhvězdí Jeřába a Panny. Následná pozorování Parkesovým dalekohledem na rádiových frekvencích identifikovala polarizovanou emisi, která je spojena s Fermiho bublinami. Tato pozorování lze asi nejlépe interpretovat jako magnetizovaný výtrysk z tvorby hvězd v centrální části Galaxie o průměru 640 světelných let (200 kpc). Roku 2020 byly objeveny i rentgenové bubliny. Protože je objevil teleskop eROSITA, nazývají se eROSITA bubliny. Patrně ale nejsou symetrické. Společnou příčinou by mohla být událost, která nastala před 2,6 miliony let, tedy na počátku kvartéru.
Dne 5. ledna 2015 NASA oznámila pozorování rentgenové erupce 400krát jasnější než obvykle od černé díry Sagittarius A*. Neobvyklá událost mohla být způsobena rozpadem asteroidu padajícího do černé díry nebo zauzlením čar magnetického pole s plynem proudícím do Sagittarius A*. Magnetické pole Galaxie má i tvar toroidu.

### Ramena Galaxie
Mimo gravitační vliv příčky Galaxie je struktura mezihvězdného média a hvězd na disku Mléčné dráhy uspořádána do spirálních ramen. Dříve se uvažovalo se čtyřmi rameny, nejnověji se soudí, že hlavní ramena jsou patrně jen dvě. Spirální ramena typicky mají vyšší hustotu mezihvězdného plynu a prachu, než je galaktický průměr, a vyšší koncentraci tvorby hvězd, jak naznačují oblasti HII a molekulární mračna.
Spirální struktura Mléčné dráhy je nejistá a v současné době neexistuje shoda ohledně povahy spirálních ramen Mléčné dráhy. Dokonalé logaritmické spirálové vzorce pouze hrubě popisují rysy spirálních ramen blízko Slunce, protože galaxie mají obvykle ramena, která se větví, slučují, neočekávaně krouží a vykazují určitý stupeň nepravidelnosti. Možný scénář Slunce v čelním/lokálním rameni zdůrazňuje tento bod a naznačuje, že takové rysy pravděpodobně nejsou jedinečné a vyskytují se i jinde v Mléčné dráze. Odhady úhlu sklonu ramen se pohybují od přibližně 7 stupňů do 25 stupňů. Předpokládá se, že existují čtyři spirální ramena, která začínají v blízkosti centra Mléčné dráhy. Jejich polohy a pojmenování ukazuje obrázek vpravo.

Ramena Mléčné dráhy:
Blízké 3kpc rameno a Rameno Persea
Rameno Pravítka a vnější rameno (objeveno v roce 2004)
Rameno Štítu-Kentaura
Rameno Lodního kýlu-Střelce
Existují nejméně dvě menší ramena, včetně:
Rameno Orionu (obsahuje Slunce a Sluneční soustavu)

Dvě spirální ramena, rameno Štítu-Kentaura a rameno Lodního kýlu-Střelce mají tečné body uvnitř oběžné dráhy Slunce kolem středu Mléčné dráhy. Mají-li tato ramena nadměrnou hustotu hvězd ve srovnání s průměrnou hustotou hvězd v galaktickém disku, dalo by se to zjistit spočtením hvězd poblíž tečného bodu. Dva průzkumy v blízkém infračerveném světle, jež dokáže detekovat především červené obry a není ovlivněno prachem, odhalily předpovězený nadbytek hvězd v rameni Štítu-Kentaura, ale nikoli v ramenu Lodního kýlu-Střelce. Rameno Štítu-Kentaura obsahuje přibližně o 30 procent více červených obrů, než by se očekávalo bez spirálního ramene. Toto pozorování naznačuje, že Mléčná dráha má pouze dvě hlavní spirální ramena: rameno Persea a rameno Štítu-Kentaura. Zbývající ramena obsahují přebytečný plyn, ale není v nich nadbytek starých hvězd. V prosinci 2013 astronomové zjistili, že rozdělení mladých hvězd a oblastí vytvářejících hvězdy odpovídá popisu čtyřramenné spirály Mléčné dráhy. Zdá se tedy, že Mléčná dráha má dvě spirální ramena se starými hvězdami a čtyři spirální ramena s plynem a mladými hvězdami. Vysvětlení této zjevné nesrovnalosti není jasné.
Blízké 3kpc rameno objevil v 50. letech 20. století astronom van Woerden a jeho spolupracovníci měřením HI (atomový vodík) v pásmu 21centimetrových rádiových vln. Bylo zjištěno, že se rozpíná od centrální výdutě rychlostí vyšší než 50 km/s. Nachází se ve čtvrtém galaktickém kvadrantu ve vzdálenosti asi 5,2 kpc od Slunce a 3,3 kpc od jádra Galaxie. Vzdálené 3kpc rameno objevil v roce 2008 astronom Tom Dame (Harvard-Smithsonian CfA). Nachází se v prvním galaktickém kvadrantu ve vzdálenosti 3 kpc (asi 10 tisíc světelných let) od galaktického centra.
Simulace publikovaná v roce 2011 naznačila, že Mléčná dráha mohla získat strukturu spirálních ramen v důsledku opakovaných kolizí s trpasličí eliptickou galaxií ve Střelci.
Bylo navrženo, že Mléčná dráha obsahuje dvě různá spirální ramena: vnitřní, tvořené ramenem Střelce, které se otáčí rychle, a vnější, tvořené rameny Lodního kýlu a Persea, jejichž rychlost rotace je pomalejší a jejichž ramena jsou těsněji navinuta. V tomto scénáři, plynoucím z numerických simulací dynamiky různých spirálních ramen, by vnější útvary tvořily vnější pseudorameno a byly by spojeny ramenem Labutě.
Mimo hlavní spirální ramena se nachází prstenec Jednorožce (nebo Vnější rameno), prstenec plynu a hvězd, jež se odtrhly od jiných galaxií před miliardami let. Několik členů vědecké komunity však nedávno potvrdilo svůj názor, že struktura Jednorožce není ničím jiným než nadměrnou hustotou produkovanou zářivým a deformovaným tlustým diskem Mléčné dráhy. Struktura disku Mléčné dráhy je zakřivena do tvaru písmene „S“.

### Galaktické halo

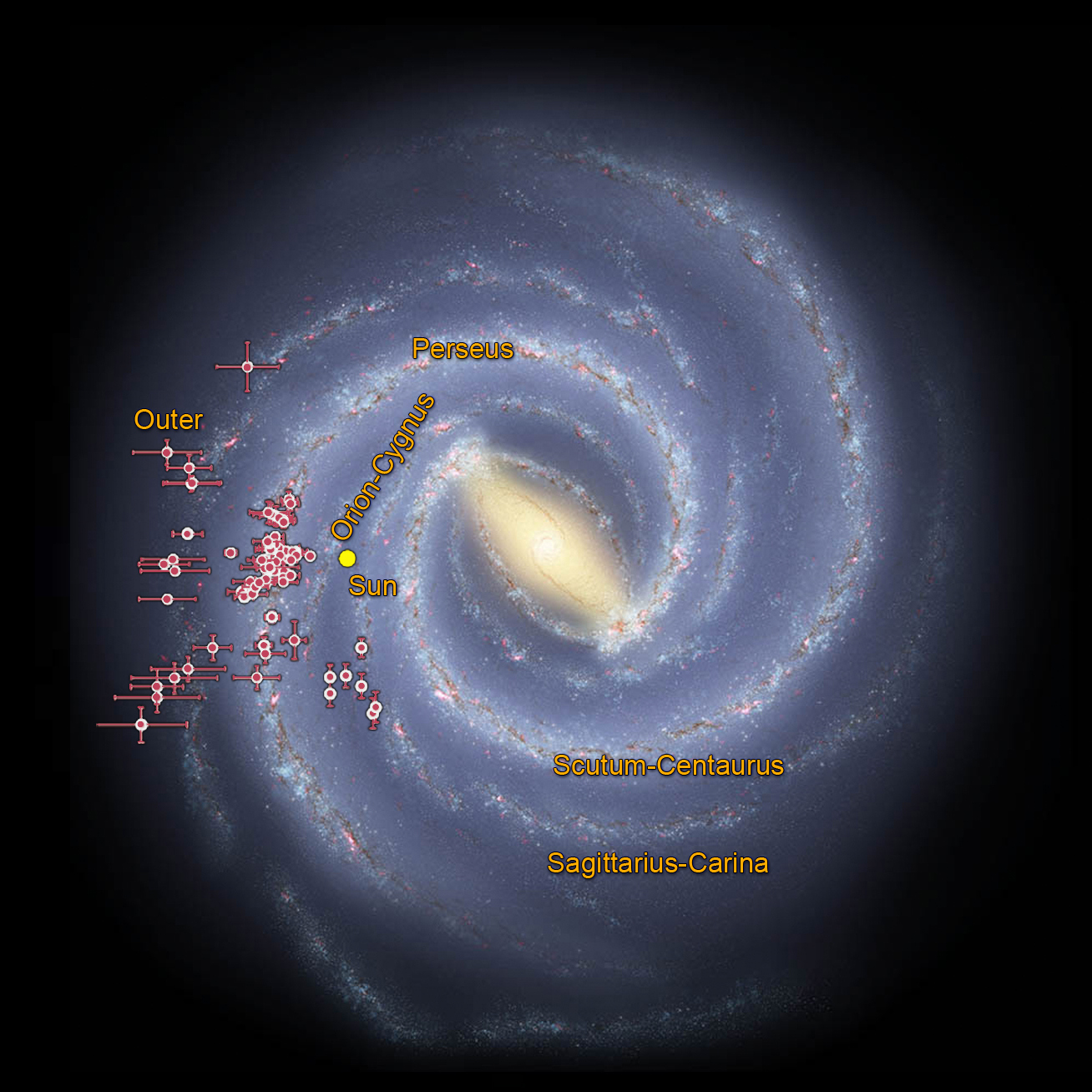
Otevřené hvězdokupy objevené sondou WISE

Galaktický disk je obklopen kulovitým halem starých hvězd a kulových hvězdokup, z nichž 90 procent je od jádra Galaxie vzdáleno méně než 100 tisíc světelných let (30 kpc). Několik kulových hvězdokup bylo však nalezeno ve větší vzdálenosti, například PAL 4 a AM1, více než 200 tisíc světelných let od jádra Galaxie. Asi 40 procent kulových hvězdokup Mléčné dráhy ji obíhá po retrográdní dráze, tedy proti směru rotace Mléčné dráhy. Kulové hvězdokupy se mohou pohybovat po růžicových drahách kolem společného těžiště, na rozdíl od eliptické oběžné dráhy planety kolem hvězdy.
Ačkoli disk obsahuje prach, který zakrývá pohled v některých vlnových délkách, v halu prach není. Aktivní tvorba hvězd se odehrává v disku (zejména ve spirálních ramenech, která představují oblasti s vysokou hustotou), ne však v halu, kde je málo chladného plynu, který by se mohl smrštit do hvězdy. Otevřené hvězdokupy se také nacházejí především v disku.
Objevy na počátku 21. století přidaly dimenzi k poznání struktury Mléčné dráhy. S objevem, že disk galaxie v Andromedě (M31) je mnohem větší, než se myslelo, je možné, že i disk Mléčné dráhy se rozprostírá do větší vzdálenosti, což je podloženo důkazy z objevu vnějšího ramene, prodloužení ramene Labutě a podobného prodloužení ramene Štítu-Kentaura. S objevem trpasličí eliptické galaxie ve Střelci přišel objev pásu pozůstatků úlomků galaxie, které polární oběžná dráha trpasličí galaxie a její interakce s Mléčnou dráhou roztrhaly. Podobně se objevením trpasličí galaxie Velkého psa zjistilo, že galaktický disk obklopuje kruh zbytků galaxie z jeho interakce s Mléčnou dráhou.
Digitální průzkum oblohy na severní obloze SLOAN ukazuje obrovskou a rozptýlenou strukturu (rozprostřenou po celé ploše přibližně pěttisíckrát větší než úplněk) uvnitř Mléčné dráhy, která se nezdá být v souladu se současnými modely. Její hvězdy vystupují téměř kolmo k rovině spirálních ramen Mléčné dráhy. Navrhovaná pravděpodobná interpretace je, že se trpasličí galaxie spojuje s Mléčnou dráhou. Tato galaxie se předběžně nazývá Virgo Stellar Stream a nachází se ve směru Panny ve vzdálenosti asi 30 tisíc světelných let (9 kpc).

#### Plynné halo
Podle dat, které poskytly rentgenové observatoře Chandra, XMM-Newton a Suzaku, existuje vedle hvězdného hala i plynné halo s velkým množstvím horkého plynu. Plynné halo se rozprostírá do vzdálenosti stovek tisíc světelných let, mnohem dále než hvězdné halo a až do blízkosti Velkého a Malého Magellanova oblaku. Hmotnost horkého hala je téměř ekvivalentní hmotnosti samotné Mléčné dráhy. Teplota plynu v halu se pohybuje mezi 1 a 2,5 milionu K.
Z pozorování vzdálených galaxií vyplývá, že dokud byl vesmír starý jen několik miliard let, měl asi jednu šestinu baryonické (obyčejné) hmoty oproti temné hmotě. Pouze asi polovina těchto baryonů je však zahrnuta v moderním vesmíru na základě pozorování blízkých galaxií, jako je Mléčná dráha. Pokud se potvrdí, že hmotnost hala je srovnatelná s hmotností Mléčné dráhy, mohou to být chybějící baryony okolo Mléčné dráhy.

### Poloha Slunce a jeho okolí

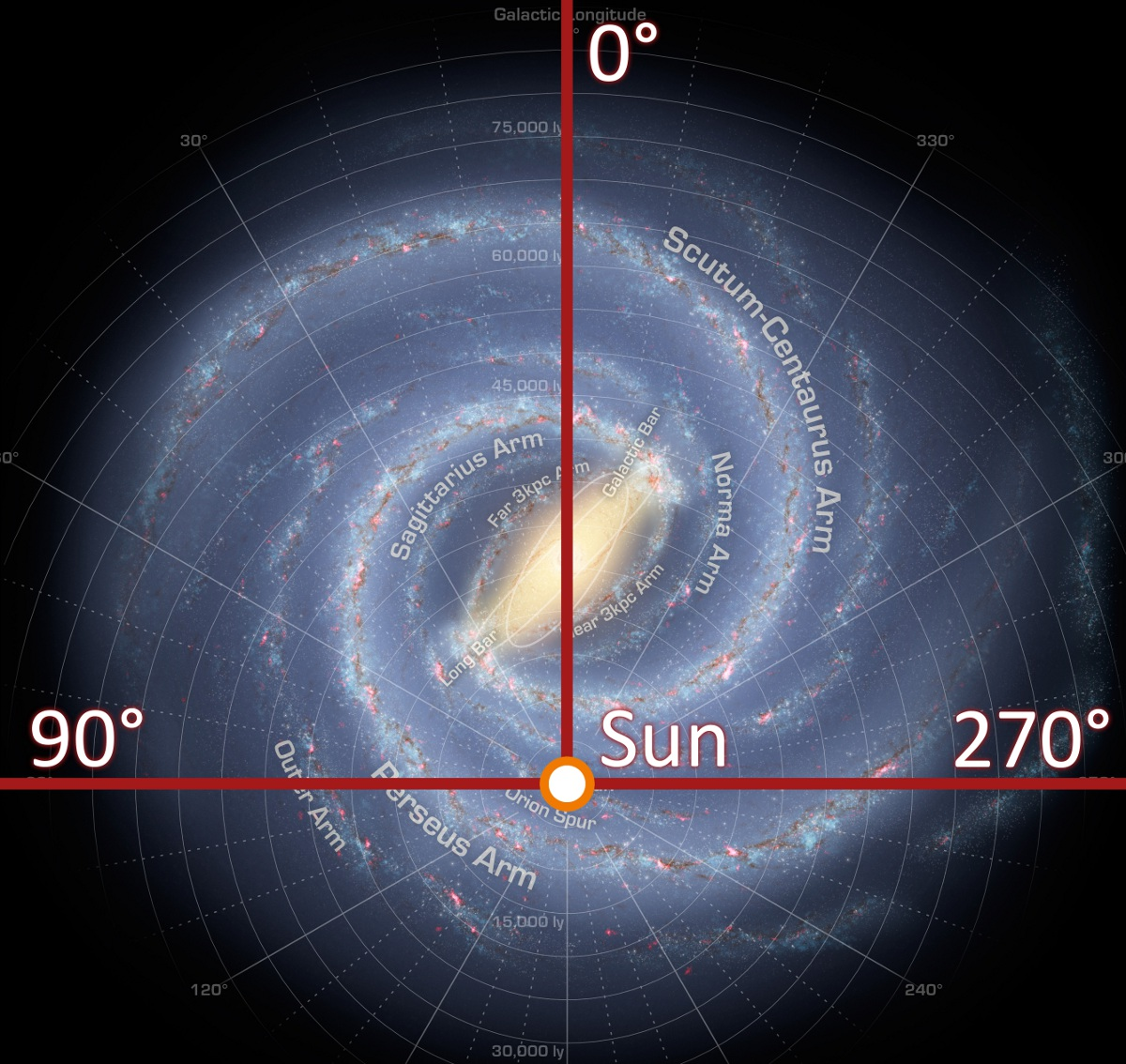
Poloha Slunce v galaktickém souřadnicovém systému. Takto jsou definovány galaktické souřadnice.

Slunce se nachází blízko vnitřního okraje ramene Orionu, v Místním oblaku mezihvězdné hmoty uvnitř lokální bubliny a Gouldova pásu. Na základě studií hvězdných drah okolo Sagittarius A* (Gillessen a spolupracovníci, 2016) leží Slunce odhadem ve vzdálenosti 27,14 ± 0,46 kly (8,32±0,14 kpc) od jádra Galaxie. Boehle a spol. zjistili analýzou hvězdných oběžných drah v roce 2016 menší hodnotu 25,64±0,46 kly (7,86 ± 0,14 kpc), která se zdá správnější. Slunce je v současné době 5–30 parseků (16–98 světelných let) nad (neboli severně od) rovinou galaktického disku. Vzdálenost mezi místním ramenem a dalším ramenem, ramenem Persea, je přibližně 2 tisíce parseků (6 500 světelných let). Slunce s celou Sluneční soustavou se nachází v obyvatelné zóně Mléčné dráhy.
Do vzdálenosti asi 15 parseků (49 světelných let) od Slunce se nachází asi 208 hvězd, které jsou jasnější než absolutní velikost 8,5, což dává hustotu jedné hvězdy na 69 kubických parseků nebo jedné hvězdy na 2 360 kubických světelných let (viz seznam nejbližších jasných hvězd). Na druhé straně existuje 64 známých hvězd (jakékoli velikosti, nepočítaje 4 hnědé trpaslíky) do 5 parseků (16 světelných let) od Slunce, což dává hustotu asi jedné hvězdy na 8,2 kubických parseků nebo jednu na 284 kubických světelných let (viz seznam nejbližších hvězd). To ilustruje skutečnost, že existuje mnohem víc slabých hvězd než jasných: na celé obloze je asi 500 hvězd jasnějších než hvězdná velikost 4, ale 15,5 milionu hvězd jasnějších než hvězdná velikost 14.

Hvězdy v okolí Slunce

Vrchol dráhy Slunce čili sluneční vrchol je směr, kterým se Slunce pohybuje vesmírem v Mléčné dráze. Hlavní směr pohybu Slunce je ve směru k hvězdě Vega poblíž souhvězdí Herkula, v úhlu zhruba 60 hvězdných stupňů oblohy ve směru k jádru Galaxie. Sluneční dráha kolem Mléčné dráhy je nejspíš zhruba eliptická, ovšem s poruchami způsobenými galaktickými spirálními rameny a nerovnoměrným rozdělením hmoty. Kromě toho Slunce prochází galaktickou rovinou přibližně 2,7krát za každý oběh. To se podobá činnosti jednoduchého harmonického oscilátoru bez brzdicí síly. Toto kmitání se donedávna považovalo za shodné s obdobími masového vymírání forem života na Zemi. Opakovaná analýza účinků průchodu Slunce přes spirálovou strukturu založenou na datech CO však nenašla korelaci.
Jeden oběh Slunce okolo jádra Mléčné dráhy (galaktický rok) trvá asi 240 milionů let, takže Slunce za svůj život absolvovalo 18–20 oběhů a 1/1250 oběhu od vzniku a vývoje člověka. Oběžná rychlost sluneční soustavy kolem středu Mléčné dráhy je přibližně 220 km/s čili 0,073 procenta rychlosti světla. Slunce se pohybuje heliosférou rychlostí 84 tisíc km/h. Při této rychlosti trvá asi 1 400 let, než sluneční soustava překoná vzdálenost 1 světelného roku, nebo 8 dní, než překoná 1 AU (astronomická jednotka). Sluneční soustava míří směrem k souhvězdí Štíra, které se nachází v ekliptice.

### Rotace Galaxie
Hvězdy a plyn v Mléčné dráze obíhají kolem středu Galaxie různou úhlovou rychlostí, což znamená, že doba rotace se liší podle polohy. Jak je pro spirální galaxie typické, oběžná rychlost většiny hvězd Mléčné dráhy nezávisí na jejich vzdálenosti od středu. Od centrální vydutě nebo vnější příčky je typická oběžná rychlost hvězd 210±10 km/s. Oběžná doba typické hvězdy je tedy přímo úměrná pouze délce oběžné dráhy. To je rozdíl od situace ve Sluneční soustavě, kde dominuje gravitační dynamika dvou těles a oběžné dráhy mají významně odlišné rychlosti. Křivka rotace (znázorněná na obrázku) popisuje tuto rotaci. Směrem ke středu Mléčné dráhy jsou rychlosti na oběžné dráze příliš nízké, zatímco nad 7 kpcs jsou příliš vysoké, než aby odpovídaly očekávání podle univerzálního gravitačního zákona.
Pokud by Mléčná dráha obsahovala pouze hmotu pozorovanou ve hvězdách, plynech a jiné baryonické (obyčejné) hmotě, rychlost rotace by se snižovala se vzdáleností od středu. Pozorovaná křivka je však relativně plochá, což naznačuje, že existuje další hmota, kterou nelze přímo detekovat elektromagnetickým zářením. Nesoulad je přičítán temné hmotě. Křivka rotace Mléčné dráhy souhlasí s univerzální křivkou rotace spirálních galaxií, což je nejlepší důkaz existence temné hmoty v galaxiích. Menší část astronomů navrhuje, že by modifikace gravitačního zákona mohla vysvětlit pozorovanou křivku rotace.

## Vznik

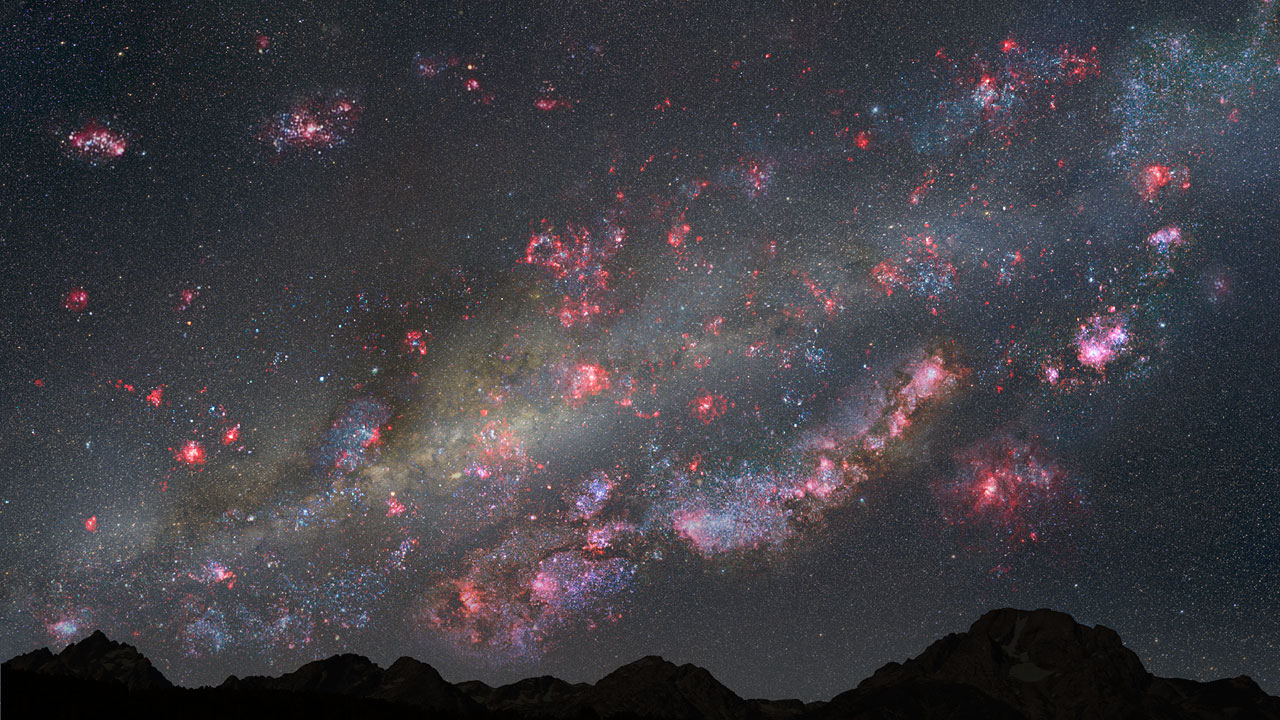
Pohled na oblohu z hypotetické planety v Mléčné dráze před deseti miliardami let

Mléčná dráha vznikla jako jeden nebo několik shluků hmoty ve vesmíru krátce po Velkém třesku. Některé z těchto shluků obsahovaly nejstarší hvězdy, které ještě nyní existují v Mléčné dráze. Téměř polovina hmoty v Mléčné dráze by mohla pocházet ze vzdálených galaxií. Tyto hvězdy a hvězdokupy nyní tvoří hvězdné halo Mléčné dráhy. Během několika miliard let od vzniku hvězd byla hmota Mléčné dráhy dostatečně velká, aby začala rotovat relativně rychle. V důsledku zákona zachování momentu hybnosti se plynné mezihvězdné médium zhroutilo ze zhruba kulového tvaru na disk. Proto pozdější generace hvězd vznikaly v tomto spirálovém disku. Bylo pozorováno, že v disku se nachází většina mladších hvězd, včetně Slunce.
Od doby počátku tvorby prvních hvězd se Mléčná dráha rozrostla jak slučováním galaxií (zejména na začátku svého růstu), tak i hromaděním plynu přímo z hala Galaxie. Mléčná dráha v současnosti shromažďuje materiál z několika malých galaxií, včetně dvou ze svých největších satelitních galaxií, Velkého a Malého Magellanova oblaku, prostřednictvím Magellanova proudu. Přímé přibývání plynu je pozorováno ve vysokorychlostních mračnech jako Smithův oblak. Vlastnosti Mléčné dráhy, jako je hmota hvězd, úhlová hybnost a metalicita v jejích nejvzdálenějších regionech však naznačují, že během posledních 10 miliard let nedošlo ke sloučení s jinými velkými galaxiemi. Absence nedávných větších sloučení je u podobných spirálních galaxií neobvyklá. Zdá se, že sousední galaxie v Andromedě má typičtější historii utváření slučováním s relativně velkými galaxiemi.
Podle nedávných studií leží Mléčná dráha i galaxie v Andromedě v místě, které se v grafu barvy a velikosti galaxie označuje jako „zelené údolí“, což je oblast osídlená galaxiemi v přechodu z „modrého mraku“ (galaxie aktivně tvoří nové hvězdy) do „červené sekvence“ (galaxie, v nichž se hvězdy netvoří). Aktivita tvorby hvězd v galaxiích v údolí se zpomaluje, protože v mezihvězdném médiu dochází plyn vytvářející hvězdy. V simulovaných galaxiích s podobnými vlastnostmi tvorba hvězd obvykle ustane během asi pěti miliard let, a to i při očekávaném krátkodobém zvýšení rychlosti tvorby hvězd díky kolizi mezi Mléčnou dráhou a galaxií v Andromedě. Ve skutečnosti měření jiných galaxií podobných Mléčné dráze naznačují, že patří mezi nejčervenější a nejjasnější spirálové galaxie, které stále vytvářejí nové hvězdy, a je jen o něco málo „modřejší“ než nejmodřejší galaxie červené sekvence. V roce 2019 objevili vědci z Aryabhatta Research Institute of Observational Sciences (ARIES) 28 nových hvězd v Mléčné dráze.

### Věk a kosmologická historie
Kulové hvězdokupy patří mezi nejstarší objekty v Mléčné dráze, které tak stanovují spodní hranici jejího věku. Věk jednotlivých hvězd v Mléčné dráze lze odhadnout změřením hojnosti radioaktivních prvků s dlouhou životností, jako je thorium 232 a uran 238, a poté porovnáním výsledků s odhady jejich původní hojnosti, což je technika zvaná nukleokosmochronologie. Tyto hodnoty uvádějí asi 12,5±3 miliard let pro CS 31082-001 a 13,8±4 miliard let pro BD +17°3248. Jakmile se vytvoří bílý trpaslík, začne podléhat radiačnímu chlazení a teplota povrchu neustále klesá. Měřením teplot nejchladnějších bílých trpaslíků a jejich porovnáním s jejich očekávanou počáteční teplotou lze provést odhad věku. Touto technikou byl věk kulové hvězdokupy M 4 odhadnut na 12,7±0,7 miliard let. Odhady věku nejstarších z těchto hvězdokup poskytují nejlepší odhad 12,6 miliard let a horní hranici 16 miliard let se spolehlivostí 95 %.
V listopadu 2018 astronomové ohlásili objev jedné z nejstarších hvězd ve vesmíru. 2MASS J18082002-5104378 B je malá ultrahustá hvězda stará asi 13,5 miliardy let, vzniklá výhradně z hmoty uvolněné ve Velkém třesku. Je možná jednou z prvních hvězd vůbec. Objev hvězdy v Mléčné dráze naznačuje, že galaxie může být alespoň o 3 miliardy let starší, než se vědci dříve domnívali.
V halu Mléčné dráhy bylo nalezeno několik jednotlivých hvězd s naměřeným věkem velmi blízkým stáří vesmíru 13,80 miliard let. V roce 2007 byla objevena hvězda v galaktickém halu, HE 1523-0901, jejíž staří je odhadováno na přibližně 13,2 miliardy let. Jako tehdy nejstarší známý objekt v Mléčné dráze měření určilo dolní hranici věku Mléčné dráhy. Tento odhad byl proveden za použití ultrafialového i vizuálního spektrografu Echelle na Very Large Telescope k měření relativních šířek spektrálních čar způsobených přítomností thoria a dalších prvků vytvořených takzvaným r -procesem. Šířky čar poukazují na hojnost různých izotopů prvků, z nichž lze odhadnout věk hvězdy pomocí nukleokosmochronologie. Další hvězda, HD 140283, je stará 14,5±0,7 miliardy let.
Podle pozorování využívajících adaptivní optiku ke korekci atmosférického zkreslení Země, hvězdy ve výduti galaxie jsou staré asi 12,8 miliardy let.
Věk hvězd na galaktickém tenkém disku byl také odhadnut pomocí nukleokosmochronologie. Měření hvězd tenkého disku poskytuje odhad, že tenký disk vznikl před 8,8±1,7 miliardami let. Tato měření naznačují, že mezi vznikem galaktického hala a tenkého disku uplynulo téměř 5 miliard let. Nedávná analýza chemických signatur tisíců hvězd naznačuje, že tvorba hvězd by mohla klesnout o řádovou velikost v době vytváření disku, před 10 až 8 miliardami let, když byl mezihvězdný plyn příliš horký na to, aby se tvořily nové hvězdy stejnou rychlostí jako předtím.
Satelitní galaxie obklopující Mléčnou dráhu nejsou rozloženy náhodně, spíše jsou výsledkem rozpadu většího systému vytvářejícího prstencovou strukturu o průměru 500 tisíc světelných let a šířce 50 tisíc světelných let. Blízká setkání mezi galaxiemi, jako je to očekávané za 4 miliardy let s galaxií v Andromedě, odtrhává obrovské množství plynu, který se postupem času může spojit a vytvořit kruh trpasličích galaxií v libovolném úhlu k disku Galaxie.

## Okolí Galaxie

Galaxie v Místní skupině galaxií

Mléčná dráha a galaxie v Andromedě jsou binární systém obrovských spirálních galaxií, které patří do skupiny padesáti úzce spjatých galaxií známých jako Místní skupina galaxií, obklopená místní prázdnotou. Ta je sama součástí Místní nadkupy galaxií v Panně, která obklopuje superkupu galaxií v Panně. Tuto superkupu obklopují prázdnoty, ve kterých je málo galaxií: prázdnota v souhvězdí Mikroskopu, prázdnota na severu, prázdnota v souhvězdí Sochaře vlevo, prázdnota v souhvězdí Pastýře vpravo a prázdnota v souhvězdí Velkého psa na jihu. Prázdnoty v průběhu času mění tvar a vytvářejí vláknité struktury galaxií. Například nadkupa galaxií v Panně je přitahována k Velkému atraktoru, který je zase součástí větší struktury zvané Laniakea.

Poloha Místní skupiny galaxií v nadkupě galaxií Laniakea

Dvě menší galaxie a řada trpasličích galaxií v místní skupině obíhá Mléčnou dráhu. Největší z nich je Velký Magellanův oblak o průměru 14 tisíc světelných let. Má blízkého společníka, Malý Magellanův oblak. Magellanův proud je proud neutrálního vodíku, který se táhne od těchto dvou malých galaxií přes 100 stupňů oblohy. Má se za to, že byl vytažen z Magellanova oblaku přílivovou interakcí s Mléčnou dráhou. Některé z trpasličích galaxií obíhajících okolo Mléčné dráze jsou trpasličí galaxie Velký pes (nejbližší), trpasličí eliptická galaxie v Střelci, trpasličí galaxie Malý medvěd, trpasličí galaxie v Sochaři, trpasličí galaxie v Sextantu, trpasličí galaxie v Peci a trpasličí galaxie Leo I . Nejmenší trpasličí galaxie Mléčné dráhy mají průměr pouhých 500 světelných let. Patří mezi ně trpasličí galaxie v Plachtách, trpasličí galaxie v Draku a trpasličí galaxie Leo II. Stále ještě mohou existovat nezjištěné trpasličí galaxie, dynamicky vázané na Mléčnou dráhu, což podporuje objev devíti nových satelitů Mléčné dráhy v relativně malé části noční oblohy v roce 2015. Existují také některé trpasličí galaxie, které již byly pohlceny Mléčnou dráhou, jako je předchůdce kulové hvězdokupy Omega Centauri.
V roce 2014 vědci uvedli, že většina satelitních galaxií Mléčné dráhy leží na velmi velkém disku a obíhá stejným směrem. To bylo překvapení: podle standardní kosmologie by se měly satelitní galaxie tvořit v halech temné hmoty, měly by být široce distribuovány a pohybovat se náhodně. Tento nesoulad ještě není zcela vysvětlen.
V lednu 2006 vědci zmapovali dosud nevysvětlené vlnění v disku Mléčné dráhy. Zjistili že se jedná o vlny nebo vibrace, způsobené obíháním Velkého a Malého Magellanova oblaku kolem Mléčné dráhy. Vibrace způsobuje průchod oblak přes její okraje. Předtím byly tyto dvě galaxie s asi 2 procenty hmotnosti Mléčné dráhy, považovány za příliš malé na to, aby ovlivnily Mléčnou dráhu. Avšak v počítačovém modelu pohyb těchto dvou galaxií vytváří v temné hmotě brázdu, která zesiluje jejich vliv na větší Mléčnou dráhu.
Současná měření naznačují, že se k nám galaxie v Andromedě blíží rychlostí 100 až 140 km/s. Za 3 až 4 miliardy let může dojít ke kolizi galaxie v Andromedě s Mléčnou dráhou v závislosti na významnosti neznámých bočních komponent pro relativní pohyb galaxií. Pokud dojde ke srážce, je šance, že se jednotlivé hvězdy srazí, extrémně nízká, ale místo toho se obě galaxie sloučí a vytvoří jedinou eliptickou galaxii nebo možná velkou diskovou galaxii v průběhu asi miliardy let.

## Rychlost
Ačkoli speciální teorie relativity tvrdí, že v prostoru neexistuje žádná „upřednostňovaná“ inerciální vztažná soustava, s níž by bylo možné porovnat pohyb Mléčné dráhy, má Mléčná dráha rychlost vzhledem ke kosmologickým referenčním soustavám.
Jednou z referencí je Hubbleovo rozpínání vesmíru, zdánlivé pohyby kup galaxií v důsledku expanze vesmíru. Jednotlivé galaxie, včetně Mléčné dráhy, mají své zvláštní rychlosti vzhledem k průměrné rychlosti rozpínání. Abychom tedy mohli porovnat rychlost Mléčné dráhy s Hubblovým rozpínáním, musíme uvažovat s dostatečně velkým objemem, tak aby expanze vesmíru dominovala nad místními náhodnými pohyby. Dostatečně velký objem je takový, že průměrný pohyb galaxií v tomto objemu je stejný jako rozpínání vesmíru. Astronomové se domnívají, že Mléčná dráha se pohybuje rychlostí přibližně 630 km/s vzhledem k této místní vztažné soustavě. Mléčná dráha se pohybuje ve směru k Velkému atraktoru a dalším galaktickým uskupením, včetně Shapleyho superkupy galaxií. Místní skupina (shluk gravitačně vázaných galaxií obsahujících mimo jiné Mléčnou dráhu a galaxii Andromeda) je součástí Místní nadkupy galaxií, která se nachází poblíž kupy galaxií v Panně: i když se od sebe vzdalují rychlostí 967 km/s v rámci rozpínání vesmíru, je tato rychlost menší, než by se očekávalo vzhledem ke vzdálenosti 16,8 milionu kpc v důsledku gravitační přitažlivosti mezi Místní skupinou galaxií a Kupou galaxií v Panně.
Jiné reference poskytuje reliktní záření. Mléčná dráha se pohybuje rychlostí 552±6 km/s vzhledem k fotonům reliktního záření směrem v rektascenzi 10,5 a v deklinaci −24 stupňů (epocha J2000, blízko centra souhvězdí Hydry). Tento pohyb je pozorován satelity, jako je Cosmic Background Explorer (COBE) a Wilkinson Microwave Anisotropy Probe (WMAP), jako dvojpólová podpora reliktního záření, protože fotony v rovnováze v rámci reliktního záření se posouvají k modré ve směru pohybu a k červené v opačném směru.

## Mytologie a etymologie

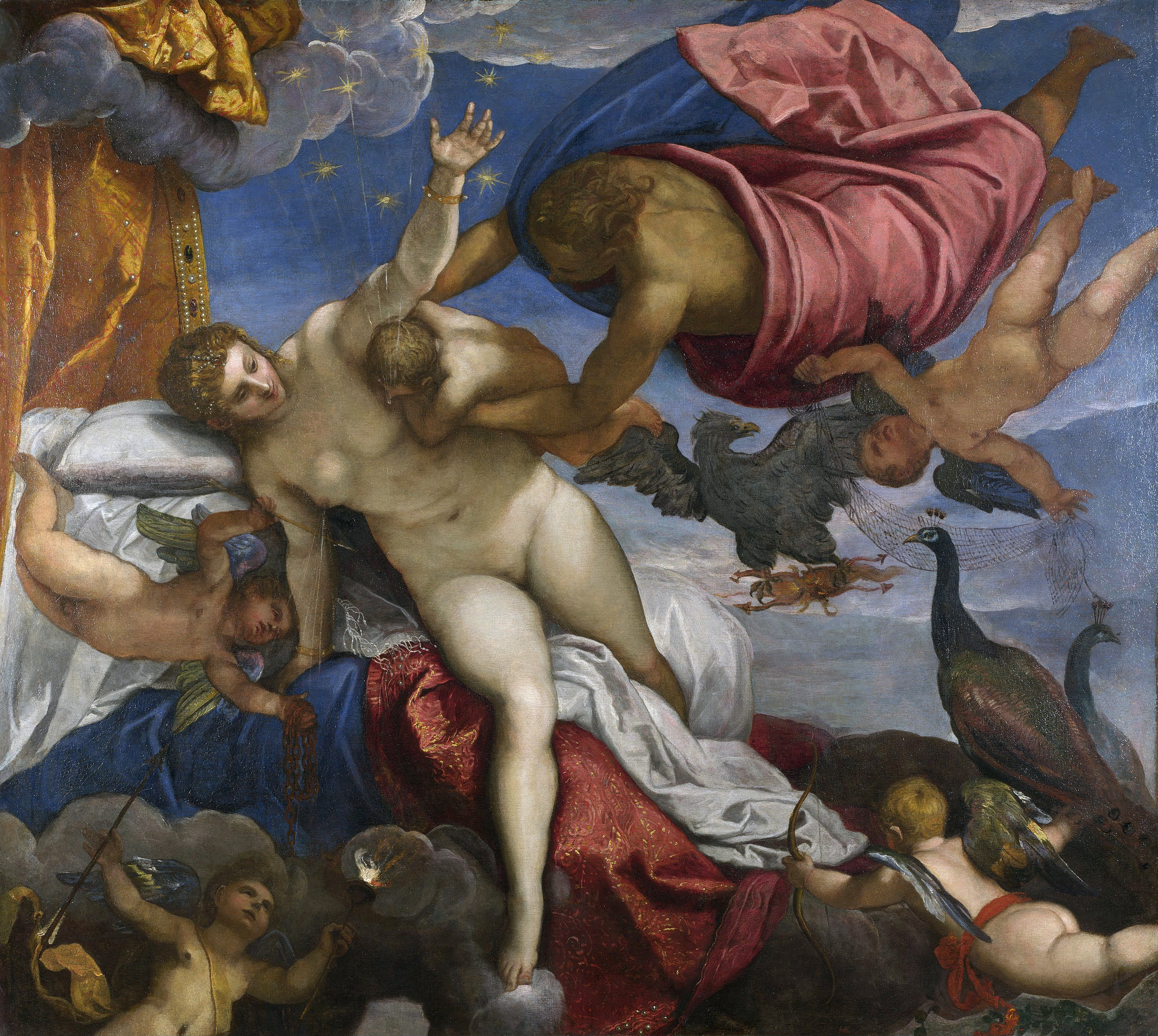
Jacopo Tintoretto, Původ Mléčné dráhy (1575)

Podle starobabylónského eposu Enúma eliš byla Mléčná dráha stvořena z odlomeného ocasu dračice Tiamat, prabožstva slané vody, který umístil dosadil na oblohu babylonský národní bůh Marduk poté, co Tiamat zabil. Příběh byl dříve považován za verzi staršího sumerského mýtu, ve kterém byl namísto Tiamat zabit Enlil z Nippuru. Nyní se má za to, že ho vymysleli až Babyloňané s cílem demonstrovat Mardukovu nadřazenost nad sumerskými bohy.
V sanskrtu a některých dalších indoárijských jazycích se Mléčná dráha nazývá Akaš Ganga (आकाशगंगा, Nebeská Ganga). Podle hindských Purán je Mléčná dráha posvátná cesta a Ganga její pozemská analogie. jako alternativní jméno Mléčné dráhy se v hindských textech také používá Kšira (क्षीर, mléko).
V západní kultuře je název Mléčná dráha odvozen od jejího vzhledu, jednolitého „mléčně“ světélkujícího pásu, který se táhne napříč noční oblohou. Název pochází z klasické latiny, kde bylo via lactea odvozeno z helénistické řečtiny ze slova γαλαξίας (galaxias), což je zkratka pro γαλαξίας κύκλος (galaxias kyklos, „mléčný kruh“). „Mléčný kruh“, byl jen jedním z 11 „kruhů“, které Řekové identifikovali na obloze, další byly zvěrokruh, poledník, horizont, rovník, obratník Raka a Kozoroha, severní a jižní polární kruh a dva kruhy procházející severním a jižním pólem. Starořecký výraz γαλαξίας – z kořene γαλακτ-, γάλα („mléko“) + -ίας (přípona přídavného jména) – je také kořenem slova „galaxie“, názvu naší a později všech galaxií. Řecký mýtus vykládá její vznik tak, že šprýmař Hermés dal kojence Hérakla na prsa spící Héry, královny bohů, aby sál její mléko. Když se Héra vzbudila, odtrhla Hérakla od prsou a její mléko se rozlilo po nebi. V jiné verzi příběhu Athéna, patronka hrdinů, přiměla Héru, aby Hérakla kojila dobrovolně, ale ten její bradavku skousl tak silně, že jej odhodila pryč a její mléko se rozlilo po obloze.
V oblasti od střední Asie po Afriku název Galaxie souvisí se slovem sláma. To může pocházet ze starověké arménské mytologie (Յարդ զողի Ճանապարհ hard goghi chanaparh, tj. Stopa zloděje slámy), kterou šířili Arabové. V některých uralských, turkických, ugrofinských a baltských jazycích se Mléčná dráha nazývá Ptačí cestou (finsky Linnunrata), protože připomíná letící hejno ptáků. Čínsky název Stříbrná řeka (銀河) se používá všude ve východní Asii včetně Koreje a Japonska. Alternativní název ve starověké Číně, hlavně v poezii, byl Nebeská řeka Chan-ťiang (天汉). V Japonsku spojení stříbrná řeka (銀河 ginga) znamená všeobecně galaxie a Mléčná dráha je Soustava stříbrné řeky (銀河系 gingakei) nebo Nebeská řeka (天の川 Amanokawa nebo Amanogawa).
Ve švédštině se Galaxie nazývá Vintergatan (Zimní alej), protože její objevení se předpovídalo příchod zimy. V některých iberských jazycích se Galaxie nazývá Cesta svatého Jakuba (v španělštině El camino de Santiago). Tradiční velšské jméno pro Mléčnou dráhu je Caer Gwydion (Pevnost Gwydion).

## Historie výzkumu

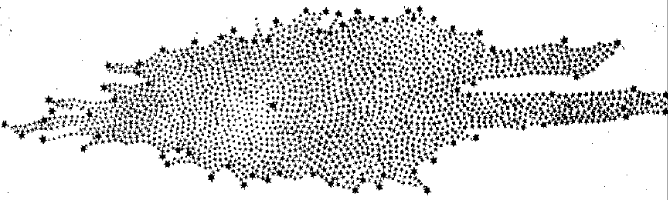
Tvar Mléčné dráhy podle sčítání hvězd provedeného Williamem Herschelem v roce 1785 se Sluneční soustavou blízko středu

Jak Aristotelés (384–322 př. n. l.) informuje ve svém díle Meteorologica, řečtí filozofové Anaxagorás (cca 500–428 př. n. l.) a Démokritos (450–370 př. n. l.) vyslovili názor, že Mléčná dráha by mohla být seskupením vzdálených hvězd. Démokritos začíná své spisy slovy „Mléko Héry víří okolo středu“, což možná odkazuje na pohyb objektů okolo jádra galaxie. Ale sám Aristoteles věřil, že Mléčná dráha vznikla „vzplanutím výparů některých hvězd, jenž byly velké, početné a navzájem blízké“ a že toto „vzplanutí vzniká v horní části atmosféry Země, v oblasti světa, který je propojený s nebeským pohybem“. Arabský astronom Alhazen (Abú Alí al-Hasan ibn al-Hasan ibn al-Hajtam) (965–1037) toto tvrzení odmítl pokusem o první pozorování a měření paralaxy Mléčné dráhy. Protože Mléčná dráha nemá paralaxu, zjistil, že tyto procesy se musí odehrávat velice daleko od Země, nikoliv v atmosféře. Podle jeho názoru je Mléčná dráha nebeským útvarem. Tato myšlenka měla vliv později v islámském světě.
Perský astronom Aliboron (Abú Rajhán Muhammad ibn Ahmad Bírúní) (973–1048) předpokládal, že Galaxie je seskupení nespočetných mlhovinných hvězd. Andaluský astronom Ibn Bádždža (1095–1138) soudil, že Mléčná dráha se skládá z mnoha hvězd, ale jeví se jako nekonečný obraz kvůli efektu lomu světla v atmosféře Země, přičemž jako důkaz použil výsledky svých pozorování konjunkce Jupitera a Marsu roku 500 islámského kalendáře (1106/1107). Ibn al-Kajjim al-Džawzíja (1292–1350) předpokládal, že Mléčná dráha je „myriáda drobných hvězd nacházející se pohromadě ve sféře nehybných hvězd“, přičemž tyto hvězdy jsou větší než planety.
Podle Jamila Ragepa perský astronom Naṣīr al-Dīn al-Ṭūsī (1201–1274) ve svém díle Tadhkira píše: „Mléčná dráha, tj. Galaxie, je tvořena velmi velkým počtem malých, pevně sdružených hvězd, které díky své koncentraci a drobnosti vypadají jako zakalené skvrny. Z tohoto důvodu byla barvou přirovnávána k mléku.“
Důkaz, že Mléčná dráha se skládá z velkého množství hvězd, přišel v roce 1610, kdy Galileo Galilei použil ke zkoumání Mléčné dráhy optický dalekohled a zjistil, že se skládá z množství slabých hvězd. Immanuel Kant ve svém pojednání z roku 1755, vycházejícím z předchozí práce Thomase Wrighta, správně předpokládal, že Mléčná dráha by mohla být rotujícím tělesem obsahujícím obrovské množství hvězd, které drží pohromadě díky gravitačním silám podobným těm v Sluneční soustavě, ale v mnohem větším měřítku. Výsledný hvězdný disk by byl z naší perspektivy ve vnitřku disku pozorovatelný jako pás na obloze. Kant se též domníval, že některé na noční obloze viditelné „mlhoviny“ mohou být samostatnými galaxiemi, podobnými Mléčné dráze.
První pokus popsat tvar Mléčné dráhy a polohu Slunce provedl William Herschel v roce 1785 pečlivým sečtením počtu hvězd v různých oblastech viditelné oblohy. Vytvořil diagram tvaru Mléčné dráhy se Sluneční soustavou blízko centra.

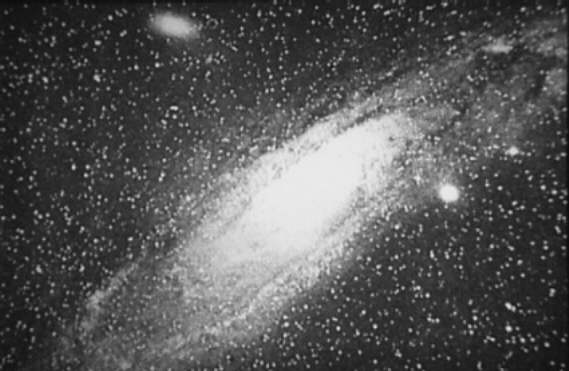
Fotografie Velké mlhoviny v Andromedě z roku 1899, později byla identifikována jako Galaxie v Andromedě

V roce 1845 postavil lord Rosse nový dalekohled, kterým dokázal rozlišit eliptické a spirální mlhoviny. V některých z těchto mlhovin také dokázal rozeznat jednotlivé bodové zdroje, čímž potvrdil dřívější Kantovu domněnku.
V roce 1904 Jacobus Kapteyn studoval vlastní pohyby hvězd a uvedl, že nejsou náhodné, protože se tehdy věřilo, že hvězdy lze rozdělit do dvou proudů, pohybujících se téměř opačnými směry. Později se zjistilo, že Kapteynova data byla prvním důkazem rotace naší Galaxie, což nakonec vedlo k objevu galaktické rotace Bertilem Lindbladem a Janem Oortem.
V roce 1917 Heber Curtis pozoroval novu S Andromedae ve Velké mlhovině v Andromedě. Prohledáním fotografických záznamů nalezl dalších 11 nov. Curtis si všiml, že tyto novy byly v průměru o 10 magnitud slabší než ty v Mléčné dráze. Díky tomu dokázal odhadnout jejich vzdálenost na 150 tisíc parseků. Stal se zastáncem hypotézy „ostrovních vesmírů“, která tvrdila, že spirální mlhoviny jsou nezávislé galaxie. V roce 1920 se mezi Harlowem Shapleyem a Heberem Curtisem konala Velká debata o povaze Mléčné dráhy, spirálních mlhovinách a dimenzích vesmíru. Aby podpořil své tvrzení, že mlhovina v Andromedě je vnější galaxií, Curtis upozornil na vzhled tmavých pruhů připomínajících prachové mraky v Mléčné dráze a také na významný Dopplerův posuv.
Spor přesvědčivě urovnal Edwin Hubble v časných dvacátých létech 20. století pomocí 2,5 metrového Hookerova dalekohledu observatoře Mount Wilson. Se schopností tohoto nového dalekohledu shromažďovat světlo vytvořil astronomické fotografie, které rozložily vnější části některých spirálních mlhovin na shluky jednotlivých hvězd. Identifikoval také některé cefeidy, které mohl použít jako měřítko pro odhad vzdálenosti k mlhovinám. Zjistil, že galaxie v Andromedě je 275 tisíc parseků od Slunce, příliš vzdálená na to, aby byla součástí Mléčné dráhy.

### Mapování
Kosmická sonda ESA Gaia mapuje Mléčnou dráhu a změří vzdálenosti určením paralaxy miliardy hvězd v Mléčné dráze. Vydaly se mapy v letech 2016, 2018, další jsou plánované na roky 2021 a 2024.